# Sarasota Open 2022 - Doppio
I detentori del titolo Martín Cuevas e Paolo Lorenzi non hanno partecipato a questa edizione.
In finale Robert Galloway e Jackson Withrow hanno sconfitto André Göransson e Nathaniel Lammons con il punteggio di 6-3, 7–6(3).

## Teste di serie
1. Luke Saville /  John-Patrick Smith (semifinale)
2. André Göransson /  Nathaniel Lammons (finale)

1. Robert Galloway /  Jackson Withrow (campioni)
2. Diego Hidalgo /  Cristian Rodríguez (primo turno)

## Wildcard
1. Martin Damm /  Alex Rybakov (primo turno)

1. James Cerretani /  Christian Harrison (primo turno)

## Tabellone

### Legenda
| - Q = Qualificato - WC = Wild card - LL = Lucky loser | - ALT = Alternate - SE = Special Exempt - PR = Protected Ranking | - w/o = Walkover - r = Ritirato - d = Squalificato |

|  | Primo turno | Primo turno                | Primo turno                | Primo turno | Primo turno |  |  | Quarti di finale | Quarti di finale           | Quarti di finale           | Quarti di finale      | Quarti di finale      |   |   | Semifinali | Semifinali                      | Semifinali                      | Semifinali                        | Semifinali                        |   |    | Finale | Finale | Finale | Finale | Finale |  |
|  |             |                            |                            |             |             |  |  |                  |                            |                            |                       |                       |   |   |            |                                 |                                 |                                   |                                   |   |    |        |        |        |        |        |  |
|  | 1           | L Saville J-P Smith        | 6                          | 64          | [10]        |  |  |                  |                            |                            |                       |                       |   |   |            |                                 |                                 |                                   |                                   |   |    |        |        |        |        |        |  |
|  |             | J Jung D Novikov           | 4                          | 7           | [7]         |  |  | 1                | L Saville J-P Smith        | L Saville J-P Smith        | 6                     | 6                     |   |   |            |                                 |                                 |                                   |                                   |   |    |        |        |        |        |        |  |
|  | Alt         | D Dutra da Silva N Hardt   | D Dutra da Silva N Hardt   | 4           | 4           |  |  |                  | W Blumberg M Schnur        | W Blumberg M Schnur        | 4                     | 3                     |   |   |            |                                 |                                 |                                   |                                   |   |    |        |        |        |        |        |  |
|  |             | W Blumberg M Schnur        | W Blumberg M Schnur        | 6           | 6           |  |  |                  |                            |                            |                       |                       |   |   | 1          | L Saville J-P Smith             | L Saville J-P Smith             | 4                                 | 4                                 |   |    |        |        |        |        |        |  |
|  | 3           | R Galloway J Withrow       | R Galloway J Withrow       | 6           | 7           |  |  |                  |                            | 3                          | R Galloway J Withrow  | R Galloway J Withrow  | 6 | 6 |            |                                 |                                 |                                   |                                   |   |    |        |        |        |        |        |  |
|  |             | T Sandgren M Torpegaard    | T Sandgren M Torpegaard    | 2           | 5           |  |  | 3                | R Galloway J Withrow       | R Galloway J Withrow       | 6                     | 6                     |   |   |            |                                 |                                 |                                   |                                   |   |    |        |        |        |        |        |  |
|  |             | MT Barrios Vera A Tabilo   | MT Barrios Vera A Tabilo   | 7           | 6           |  |  |                  | MT Barrios Vera A Tabilo   | MT Barrios Vera A Tabilo   | 3                     | 4                     |   |   |            |                                 |                                 |                                   |                                   |   |    |        |        |        |        |        |  |
|  |             | TC Huey M Krueger          | TC Huey M Krueger          | 6           | 2           |  |  |                  |                            |                            |                       |                       |   |   | 3          | Robert Galloway Jackson Withrow | Robert Galloway Jackson Withrow | 6                                 | 7                                 |   |    |        |        |        |        |        |  |
|  | PR          | Y Bhambri S Myneni         | Y Bhambri S Myneni         | 6           | 7           |  |  |                  |                            |                            |                       |                       |   |   |            |                                 | 2                               | André Göransson Nathaniel Lammons | André Göransson Nathaniel Lammons | 3 | 63 |        |        |        |        |        |  |
|  | WC          | M Damm A Rybakov           | M Damm A Rybakov           | 2           | 64          |  |  | PR               | Y Bhambri S Myneni         | 63                         | 6                     | [7]                   |   |   |            |                                 |                                 |                                   |                                   |   |    |        |        |        |        |        |  |
|  |             | A Lawson R Stalder         | 6                          | 6           | [10]        |  |  |                  | A Lawson R Stalder         | 7                          | 3                     | [10]                  |   |   |            |                                 |                                 |                                   |                                   |   |    |        |        |        |        |        |  |
|  | 4           | D Hidalgo C Rodríguez      | 7                          | 3           | [8]         |  |  |                  |                            |                            |                       |                       |   |   |            | A Lawson R Stalder              | A Lawson R Stalder              | 64                                | 3                                 |   |    |        |        |        |        |        |  |
|  | PR          | A Harris J Kubler          | A Harris J Kubler          | 4           | 2           |  |  |                  |                            | 2                          | A Göransson N Lammons | A Göransson N Lammons | 7 | 6 |            |                                 |                                 |                                   |                                   |   |    |        |        |        |        |        |  |
|  |             | G Brouwer J Nedunchezhiyan | G Brouwer J Nedunchezhiyan | 6           | 6           |  |  |                  | G Brouwer J Nedunchezhiyan | G Brouwer J Nedunchezhiyan | 2                     | 4                     |   |   |            |                                 |                                 |                                   |                                   |   |    |        |        |        |        |        |  |
|  | WC          | J Cerretani C Harrison     | J Cerretani C Harrison     | 2           | 4           |  |  | 2                | A Göransson N Lammons      | A Göransson N Lammons      | 6                     | 6                     |   |   |            |                                 |                                 |                                   |                                   |   |    |        |        |        |        |        |  |
|  | 2           | A Göransson N Lammons      | A Göransson N Lammons      | 6           | 6           |  |  |                  |                            |                            |                       |                       |   |   |            |                                 |                                 |                                   |                                   |   |    |        |        |        |        |        |  |